# Шмарє-Сап
Шмарє-Сап (словен. Šmarje-Sap) — поселення в общині Гросуплє, Осреднєсловенський регіон, Словенія. Висота над рівнем моря: 348 м.